# Грейвсенд
51°26′30″ пн. ш. 0°22′07″ сх. д. / 51.441666666667° пн. ш. 0.36861111111111° сх. д.
Грейвсенд /ˌɡreɪvzˈɛnd/ — місто на північному заході графства Кент, Англія, розташоване за 21 милю (35 км) на схід-південний схід від Чарінг-Кросс (Центральний Лондон) на південному березі річки Темзи, навпроти Тілбері в Ессексі. Розташований у єпархії Рочестер, він є адміністративним центром округу Грейвшем. Грейвсенд позначає східну межу забудованої території Великого Лондона, як визначено Управлінням національної статистики Великобританії. У 2021 році його населення становило 58 102 особи.
Його географічне положення надавало Грейвсенду стратегічне значення протягом історії морського транспорту та комунікацій Південно-Східної Англії. Приміське місто «Ворота Темзи», воно зберігає міцні зв'язки з річкою Темза, не в останню чергу через пілотну станцію адміністрації Лондонського порту, і стало свідком омолодження після появи високошвидкісної залізниці 1 через залізничну станцію Грейвсенд.